# Bertie Fisher
Sir Bertie Drew Fisher, KCB, CMG, DSO (* 13. Juli 1878; † 24. Juli 1972) war ein britischer Offizier der British Army, der als Generalleutnant zwischen 1934 und 1939 Kommandant des Royal Military College Sandhurst sowie zu Beginn des Zweiten Weltkrieges von 1939 und 1940 Oberkommandierender des Heereskommandos Süd war.

## Leben
Bertie Drew Fisher trat nach seiner Offiziersausbildung am 23. Mai 1900 als Second Lieutenant in das Kavallerieregiment 17th Lancers (Duke of Cambridge’s Own) und nahm bis 1902 am Zweiten Burenkrieg teil. Im Anschluss folgten zahlreiche Verwendungen als Offizier und nach seiner Ausbildung am Staff College Camberley als Stabsoffizier in der British Army. Während des Ersten Weltkrieges wurde ihm 1915 der Distinguished Service Order (DSO) verliehen und er war zwischen 1915 und 1918 Kommandeur (Commanding Officer) des Leicestershire Yeomanry Regiment, des Freiwilligenregiments der Grafschaft Leicestershire. Danach fungierte er von 1918 bis zur Auflösung 1919 als Kommandeur der 8. Brigade und wurde 1919 Companion des Order of St Michael and St George (CMG). 1922 wurde er Kommandeur des Kavallerieregiments 17th Lancers (Duke of Cambridge’s Own), das zu dieser Zeit mit dem Kavallerieregiment 21st Lancers (Empress of India’s) zum Kavallerieregiment 17th/21st Lancers zusammengelegt wurde. 
Anschließend wurde Fisher im April 1923 als Brigadier Kommandeur der 2. Kavalleriebrigade und verblieb auf diesem Posten bis Oktober 1927. Danach fungierte er von September 1927 bis März 1930 als Kommandant der Senior Officer’s School, einer Ausbildungsstätte für ältere Offiziere in Erlestoke Park in Wiltshire. Zugleich war er zwischen 1926 und 1931 auch Adjutant (Aide-de-camp) von König Georg V. und wurde 1929 für seine Verdienste auch Companion des Order of the Bath (CB). Im März 1930 übernahm er den Posten als Brigadier im Generalstab des Heimatkommandos (Home Command) der British Army, den er bis September 1931 innehatte. Im November 1932 wechselte er nach seiner Beförderung zum Major-General ins Kriegsministerium (War Office) und bekleidete in diesem bis Oktober 1934 den Posten als Leiter der Abteilung Rekrutierung und Organisation (Director of Recruiting & Organization).
Als Nachfolger von Lieutenant-General Reginald May übernahm Bertie Fisher nach seiner eigenen Beförderung zum Lieutenant-General den Posten als Kommandant des Royal Military College Sandhurst und hatte diesen bis Januar 1938 inne, woraufhin Lieutenant-General Ralph Eastwood sein dortiger Nachfolger wurde. Am 9. Juni 1938 wurde er zum Knight Commander des Order of the Bath (KCB) geschlagen und führte seither den Namenszusatz „Sir“. Er trat 1938 in den Ruhestand und übernahm aber bis 1947 den Ehrenposten als Oberst (Colonel) des Kavallerieregiments 17th/21st Lancers. Zu Beginn des Zweiten Weltkriegs wurde er am 1. September 1939 in den aktiven Militärdienst zurückberufen und war als Nachfolger von Lieutenant-General Alan Brooke Oberkommandierender des Heereskommandos Süd (General Officer Commanding in Chief Southern Command). Er verblieb auf diesem Posten bis zu seinem endgültigen Eintritt in den Ruhestand im Juni 1940 und wurde daraufhin wieder von Lieutenant-General Alan Brooke abgelöst.
Aus seiner 1918 geschlossenen Ehe mit Marjorie Frances Burdett gingen zwei Söhne hervor.